# Недоконаний вид дієслова
Недоко́наний вид дієсло́ва — вид, що передає значення внутрішньо необмеженої дії, яка може схематично виявлятися як дія, що не встигла ще реалізуватися (запалювати), як дія, що реалізується без усяких обмежень (писати, їсти, рости), а також дія, що регулярно (постукувати, поблискувати) або нерегулярно (приходити, бігати) повторюється і под. Дієслова недоконаного виду мають форму теперішнього, минулого і майбутнього часу: «Я знову бачу усмішку на твоєму лиці» (Михайло Коцюбинський); «Я берегла в тобі свою надію, і юнь свою, і цвіт весінній свій» (Б.); «Буду пісню веселу співать» (Леся Українка). Тому це слабкий, статичний, немаркований і неграничний вияв дії.

## Додаткові елементи значення
Окрім вищезазначеної загальної характеристики дієсловам недоконаного виду притаманні ще й такі додаткові елементи значення:
- постійна неперервність дії (дієслова із цією семантикою означають дію, що відбувається безвідносно до її завершення): Синіє море за маяком; Тече річка під горою;
- регулярна повторюваність незавершеної дії (це значення виражається здебільшого префіксами на-, під-, по- із суфіксами -ува-, -а-): пригладжувати, приголублювати, відсовувати;
- нерегулярна повторюваність дії, яка виникає час від часу (значення виражається здебільшого префіксами на-, під-, по- із суфіксами -ува-, -а-): підморгувати, підсвистувати, нахвалятися, посміюватися;
- здатність до дії, яка є постійною ознакою суб'єкта: собака кусається, корова б'ється, сонце світить;
- протяжність дії у певному напрямку в дієсловах руху: їхати, летіти, бігти, нести;
- повторюваність дії, яка означає необмежений рух: бігати, бродити, їздити, літати;[3]

## Варіанти значення дієслів недоконаного виду за Леоновою
М. Леонова виокремлює такі варіантні значення дієслів недоконаного виду:
- недоконаний фактичний із значенням конкретної тривалої дії, часом уточненої обставинами: Кілька тижнів Оксен нікуди не виходив (Тют.);
- недоконаний необмеженої дії: Після першої війни витягували з колодязя одне залізяччя, після другої інше, а після третьої… (О. Г.);
- недоконаний обмеженої дії: Антон уже двічі приходив (М. К.).[4]

Дієслівні форми, що означають одноразову протяжну дію (так звані дуративні — від лат. verba durativa), конкретніші своїм змістом від форм, які означають повторювану дію (так званих ітеративних — від лат. verba iterativa). Якщо взяти два приклади — Кінь біжить і Кінь бігає, то в першому з них дієслово «біжить» означає певний рух у певному напрямі, а в другому дієслово «бігає» — рух взагалі. Значення протяжності і повторюваності дії найчастіше виражається чергуванням звуків в основі слова: нести — носити, мести — замітати, гонити — ганяти, їхати — їздити. Всі дієслівні форми недоконаного виду, які означають повторюваність дії, іноді об'єднують спільною назвою — дієслова многократного виду.